# Trisopterus
Trisopterus is een geslacht van straalvinnige vissen uit de familie van de kabeljauwen (Gadidae).

## Soorten
- Trisopterus capelanus (Lacepède, 1800)
- Trisopterus esmarkii (Nilsson, 1855) – Kever
- Trisopterus luscus (Linnaeus, 1758) – Steenbolk
- Trisopterus minutus (Linnaeus, 1758) – Dwergbolk